# Battaristis acroglypta
Battaristis acroglypta är en fjärilsart som beskrevs av Edward Meyrick 1929. Battaristis acroglypta ingår i släktet Battaristis och familjen stävmalar. Inga underarter finns listade i Catalogue of Life.